# Matteo Priuli
Matteo Priuli (né en 1577 à Venise, en Vénétie, alors capitale de la République de Venise, et mort le 13 mars 1624 à Rome) est un cardinal italien du début du XVIIe siècle.
Il est le fils du futur doge de Venise Antonio Priuli et il est un parent des cardinaux Lorenzo Priuli, Pietro Priuli, Luigi Priuli et Antonio Marino Priuli.

## Biographie
Le pape appelle Matteo Priuli à Rome et le nomme chambellan d'honneur. Paul V le crée cardinal lors du consistoire du 19 septembre 1616. 
Le cardinal Priuli participe au conclave de 1621, lors duquel Grégoire XV est élu pape et à celui de 1623 (élection d'Urbain VIII).

### Sources
- Fiche du cardinal Matteo Priuli sur le site fiu.edu